# Archieparchia św. Jana Chrzciciela w Kurytybie
Archieparchia św. Jana Chrzciciela w Kurytybie – eparchia Kościoła katolickiego obrządku bizantyjsko-ukraińskiego z siedzibą w Kurytybie. Została erygowana w 1962 jako egzarchat apostolski Brazylii. W 1971 została podniesiona do rangi eparchii i uzyskała obecną nazwę. W maju 2014 podniesiona do rangi archieparchii metropolitalnej.